# Emanuel Swedenborg
Emanuel Swedenborg, nome di nascita Swedberg (Stoccolma, 29 gennaio 1688 – Londra, 29 marzo 1772), è stato un filosofo, mistico, teologo, medium e chiaroveggente svedese.
È considerato tra i precursori dello spiritismo.

## Biografia

Miscellanea de rebus naturalibus, 1911

Nacque a Stoccolma, il 29 gennaio 1688, terzo figlio di un rinomato ma controverso vescovo, Jesper Swedberg.
Nella prima parte della sua vita Emanuel Swedenborg ebbe una carriera prolifica come scienziato e inventore: si occupò di chimica, anatomia, matematica, filosofia, filomazia, musicologia, alchimia, massoneria, omeopatia, astrologia, chiromanzia, e si diceva che parlasse fluentemente ben undici lingue. Tra le sue opere di questo periodo si può ricordare Opera Philosophica Et Mineralia (1734) un'opera sui metalli.
All'età di 56 anni iniziò una nuova fase spirituale della sua vita, facendo esperienza dei primi sogni e di successive visioni di un mondo spirituale di matrice cristiana, in cui riteneva di comunicare con gli angeli e gli spiriti, tra i quali molti personaggi della Bibbia, come Mosè e Gesù. Da quel momento iniziò a occuparsi di teologia. Fra le altre cose, egli disse che questi spiriti guidarono la sua interpretazione delle Sacre Scritture e sostenne di essere uno dei pochi uomini in grado di comunicare con l'aldilà.
Durante la sua vita Swedenborg scrisse complessivamente più di 50 libri, la maggior parte in latino. Tra i suoi libri di argomento spirituale si possono citare Regnum Animale (1744-1745) dove Swedenborg esaminò i misteri dell'anima; De Cultu Et Amore Dei (1745, Sulla Devozione e l'Amore per Dio) in cui si è occupato della nascita del mondo; e l'opera monumentale Arcana Cœlestia (1749-1756) ossia un commentario sul libro della Genesi.
Attualmente è possibile consultare in italiano moderno solo il trattato su "Cielo e Inferno", "Conversazione con gli Angeli" e qualche raccolta, mentre in qualche biblioteca è possibile trovare qualche traduzione che la società swedenborghiana di Londra commissionò nell'Ottocento al professor Loreto Scocia.

### Le esperienze
Le esperienze mistiche di Swedenborg possono essere riassunte dalla seguente dichiarazione:

Ho visto mille volte che gli angeli hanno forma umana e mi sono intrattenuto con loro come l'uomo si intrattiene con l'uomo, a volte con uno solo, a volte con più di uno, e non ho visto nulla in loro che differisse dall'uomo in quanto alla forma. Affinché non si potesse dire che si trattava di illusione, mi è stato concesso di vederli in pieno stato di veglia, mentre ero padrone di tutti i miei sensi ed in uno stato di limpida percezione.

## La dottrina

### La teologia
Le nozioni teologiche che Swedenborg espose furono molto distanti dalla Chiesa ufficiale e lo condussero a una vera e propria condanna da parte della Chiesa Luterana di Svezia (ma solo le teorie furono oggetto di condanna, mai la sua persona).

### Dottrina delle Corrispondenze
La dottrina delle corrispondenze è la base del pensiero teologico di Swedenborg. Questa dottrina è spiegata in dettaglio nell'opera "Arcana Cœlestia", scritta tra il 1746 e il 1747. Swedenborg definisce "corrispondenza" la relazione che intercorre fra le cose del nostro mondo materiale e quelle del mondo spirituale. Ogni cosa del mondo materiale ha un suo corrispettivo nel mondo spirituale, a partire dalla nostra natura umana, che è l'espressione naturale di Dio; la divina Trinità, che è l'origine dell'umanità, in quanto Dio è uomo dall'eternità; e Gesù Cristo, che è l'esperienza materiale di Dio Padre.
La fede più genuina consiste proprio nel vivere in questa funzione ogni nostra azione e scelta; ogni nostro amore, desiderio e pensiero, che lo vogliamo o no, determinerà la nostra scelta per il Cielo o per l'Inferno, perché ogni azione o cosa di questo mondo materiale conduce a queste due scelte. La scelta del Bene e della Verità, che nel mondo spirituale sono qualità reali dello Spirito di Dio (una sostanza divina identificabile nello Spirito Santo), che tengono in vita ogni persona e realtà in modo costante, permettono all'individuo di percorrere la strada di bene che Dio ha costituito da sempre per l'uomo. La scelta alternativa consiste nel pervertire il Bene e la Verità divini, in Mali e Falsità (corrispondenze negative); è questa condizione a determinare l'Inferno, che non è quindi una punizione divina.
Avere la giusta idea di Dio per Swedenborg è fondamentale, Coloro che credono in un Dio astratto o identificato nella natura si precludono una condizione di perfezione nel mondo spirituale; credere in "Dio/Uomo", cioè in "Dio nello Spirito" unitamente a "Dio nella Materia", significa predisporsi interiormente alla perfezione del mondo spirituale, ed è quello che i semplici di ogni religione fanno spontaneamente (solitamente creando un'immagine antropomorfica di Dio).
Un'altra caratteristica che accomuna questa teoria a quella di altri filosofi ermetici, riguarda la sussistenza del Cielo spirituale tramite l'esistenza del suo corrispettivo negativo, cioè Infernale: L'eterna presa di coscienza di Dio di tutto ciò che è bene comporta l'esistenza del male che lo corrisponde. A tale proposito Jakob Böhme affermò che "tutto ciò che esiste nell'universo consiste in un sì o in un no", mentre nel pensiero di Carl Gustav Jung emerge l'importanza della coesistenza degli "opposti" nella psiche dell'individuo.

Esisterebbe un equilibrio tra mondo naturale (quello in cui stiamo vivendo) e mondo spirituale, e in quest'ultimo, tra i tre diversi regni che lo compongono: "Mondo degli spiriti, Paradiso e Inferno".
Da qui deriva che la vita dell'uomo nel mondo materiale è destinata a proseguire nel corrispettivo mondo spirituale, dove non esiste la temporalità, ma l'eternità, e la resurrezione è il nome con cui si intende il passaggio a questa nuova vita spirituale: numerose sono infatti le descrizioni di questa vita, che Swedenborg disse di aver sperimentato attraverso numerosi stati di pre-morte. Le sue presunte comunicazioni con gli spiriti furono secondo le sue testimonianze "faccia a faccia, come si parla da uomo a uomo".

### La Trinità
L'idea di Swedenborg che più di ogni altra necessita di chiarimenti è relativa alla Trinità divina.

Per Swedenborg la dichiarazione dogmatica del Credo formulato da Atanasio di Alessandria, secondo il quale in Dio vi è una Trinità di persone, è sbagliata; è curioso notare che nelle sue esperienze sovrannaturali Swedenborg dice di aver verificato che è impossibile entrare nel Cielo per gli uomini che esprimono la fede per un solo dio ma che mentalmente ne pensano tre, poiché questo coinciderebbe con una contraddizione nell'anima, per Swedenborg, quando un essere umano varca la soglia della morte per ritrovarsi nel mondo degli spiriti, non gli è più permesso di pensare una cosa e dirne un'altra, cioè di mentire.
«Gli angeli hanno detto anche che membri della Chiesa che lasciano il
mondo non possono essere accolti in Cielo se la loro mente è occupata
dall'idea delle tre persone, perché il loro pensiero vaga da una persona
all'altra e in Cielo non è concesso pensare a tre persone e nominarne una sola.
In Cielo ognuno parla come pensa perché là la parola è un attributo del
pensiero, o si può dire anche che è un pensiero parlante. Perciò coloro che nel
mondo distinguono il divino in tre persone, avendo di ognuna di queste una
diversa concezione, e non si concentrano su un solo Signore, non possono
essere accolti in Cielo. In Cielo infatti avviene una comunicazione generale a
livello di pensiero. Se quindi giunge in Cielo uno che pensa a tre persone e si
rivolge a una soltanto, lo si riconoscerebbe immediatamente.» (Cielo e Inferno - Cap.49 p. 2)
Swedenborg afferma che è corretto considerare la Trinità come natura dell'unica persona divina, ossia "Anima" (Dio Padre da cui tutto ha origine, ogni Amore e Sapienza), "Corpo" (l'umanità di Dio che si esprime nella figura di Gesù Cristo), e "Spirito Santo" cioè il "Divino Bene" e la "Divina Verità" (Lo Spirito di Dio è l'azione che esprime la volontà e il desiderio di Dio, lo Spirito non è un'astrazione o una semplice energia, ma è in sostanza identificabile con Dio stesso poiché "l'Essere" di Dio coincide con "l'Azione" di Dio, di conseguenza la "Divina Verità" e il "Divino Bene" secondo Swedenborg sono la sostanza di Dio).

La Trinità non è quindi un mistero insondabile dalla mente umana (che fatica a concepire come un unico Dio possa essere contemporaneamente tre persone), ma esprime invece la natura divina a cui ogni uomo è stato fatto a immagine e somiglianza.
Nella Bibbia, Dio si esprime così attraverso dei binomi fondamentali (corrispondenze): "Amore e Sapienza; Luce e Calore; Bene e Verità; Giustizia e Giudizio, ecc." dai quali possiamo manifestatamente goderne le naturali rappresentazioni simboliche, quali il sole e la luna, la luce e il calore, ecc., che sono corrispondenze del mondo spirituale nel nostro mondo materiale.
Questa Trinità è presente in ogni uomo che è fatto a sua immagine, infatti ogni uomo è dotato di un'"Anima" (la volontà e il desiderio, che sono "buone opere" in potenza, le quali non possono essere separate dalla fede; qui per buone opere si intendono le opere della carità e non della legge), e di un "Corpo" (attraverso il quale l'uomo interagisce e si relaziona con gli altri; in questo mondo il corpo spirituale è legato al corpo materiale, che ci permette di vivere e di interagire dentro la realtà materiale), e di uno "Spirito" (ossia l'azione che rende concreto il desiderio dell'uomo, cioè le "buone opere" in atto).

### Divinità di Gesù Cristo
«Per prima cosa bisogna sapere chi è il Signore del Cielo, perché da
questo dipende tutto il resto. In tutto il Cielo, al di fuori del Signore, nessuno
viene riconosciuto Dio del Cielo. Si dice là, come Egli stesso ha insegnato, che
Egli è uno col Padre, e chi vede Lui, vede il Padre; che il Padre è in Lui e Lui
nel Padre; che tutto ciò che è santo proviene da Lui (Giovanni 10, 31, 38; 14,
10 segg.; 16, 13-15). Di questo io ho parlato spesso con gli angeli ed essi mi
hanno detto con sicurezza che in Cielo non si può distinguere il divino in tre
(persone), perché lì si sa e si sente che il divino è una sola cosa, e risiede nel Signore.» (Cielo e Inferno - cap.46 p,2)
È importante notare che la divinità di Gesù Cristo è confermata dal pensiero e dalle esperienze di Swedenborg, egli è identificato nell'incarnazione terrena e nella partecipazione storica di Dio Padre, questa idea prende assoluta distanza delle dottrine eretiche antitrinitarie come quella propugnata dal teologo Michele Serveto, l'Unitarianismo e altri fenomeni religiosi. In sintesi, l'idea di Swedenborg assomiglia di più al modalismo, patripassianismo; egli infatti afferma che la Trinità è la modalità con cui Dio si esprime (vedi sopra), e nello stesso tempo afferma l'unicità della persona di Dio-Uomo.

Gesù, Cristo storico, è stato l'incarnazione stessa di Dio Padre nella storia degli uomini. Cristo nella sua resurrezione è l'unica persona che ha assunto presso di sé il corpo materiale; questo è importante nella teologia di Swedenborg poiché Dio afferma e conferma la sua sovranità sul mondo materiale che gli appartiene, nonostante le apparenze, e nello stesso tempo svela il valore universale dell'interagire di Dio nella materia, nell'opera di salvezza operata dalla sua incarnazione e dal continuo intervento tramite la Divina Provvidenza.

### Gli Angeli
Gli Angeli appartengono tutti al genere umano, quindi non sono stati creati prima dell'uomo e nemmeno sono di una natura diversa, ma piuttosto si tratta di uomini in uno stato di perfezione. Ogni uomo è destinato a diventare angelo dopo la morte, se ha condotto la sua vita nel bene e nella verità.

La condizione dell'uomo nella vita dopo la morte non è una condizione di esseri eterei e svolazzanti ma è una condizione simile a quella di questa vita, Gli Angeli vivono in carne e ossa ma tutto è più perfetto ed è soggetto a condizioni fisiche differenti!

Esistono Angeli del Primo Cielo, o Angeli Naturali, Angeli del Secondo Cielo (o Cielo Medio), cioè angeli Spirituali, e Angeli del Terzo Cielo (o Cielo Intimo), cioè Angeli Celesti; questi ultimi sono più perfetti nell'Amore e nella Sapienza di Dio.

Gli Angeli Celesti sono enormemente più sapienti degli Angeli Spirituali che a loro volta sono enormemente più sapienti degli angeli Naturali (che non sono meramente naturali ma Celesti/Naturali o Spirituali/Naturali).
«Bisogna sapere che è l'angelo stesso a determinare la sua appartenenza a un Cielo o all'altro. 
Infatti essi abitano le regioni più interne del Cielo quanto più sono aperti nei confronti del Signore. 
Il Cielo quindi non è fuori, ma dentro ognuno di loro. 
Lo insegna anche il Signore quando dice: 
«Il regno di Dio non viene in maniera da attirar gli sguardi; né si dirà: 
Eccolo qui, o eccolo là; perché ecco, il regno di Dio è dentro di voi» (Luca 17, 20 segg.).»
(Cielo e Inferno - Cap.33 p.55). 

### Le Sacre Scritture
Swedenborg disse che gli fu comunicata dal mondo spirituale la chiave di interpretazione delle Sacre Scritture; anche in questo caso le corrispondenze giocano un ruolo importante: tutto ciò che nella Bibbia ha un'espressione letterale contiene soprattutto un significato interno, sia spirituale sia celeste; per fare un esempio semplice si può dire che, spesso, nella Bibbia, quando si parla di "Gerusalemme" a livello letterale intendiamo immediatamente la città di Israele, ma se ci addentriamo nel significato più interiore scopriamo (soprattutto in Apocalisse) che per "Gerusalemme" si intende soprattutto "La Dottrina Celeste", e per la "lunghezza" e la "larghezza" che le vengono attribuite, si intendono il bene e le verità che la caratterizzano.

La lettura quotidiana della "Parola" aumenterebbe la congiunzione con il Cielo, perché contiene i significati che uniscono profondamente il mondo materiale con il mondo spirituale positivo.

### Le altre religioni
La Verità Divina non è univoca o unilaterale ma prevede delle infinite varianti e di conseguenza la perfezione stessa è composta dalla molteplicità, ne consegue che chiunque agisca bene, secondo Swedenborg, è destinato al Cielo, da qualsiasi società provenga, chiunque vive secondo i buoni principi di qualsiasi sana religione (in particolar modo quelle monoteiste), vive per il Bene. 
Le dottrine buone pur nelle loro differenze sono utili alla perfezione del Bene e delle Verità del Cielo.

Nelle sue presunte esperienze nel mondo spirituale, Swedenborg scoprì che le persone che vanno in cielo con minor difficoltà sono gli orientali e gli africani, mentre il mondo cristiano è quello che si trova contraddittoriamente nella situazione opposta, nonostante la dottrina del mondo cristiano sia quella più vicina alla verità più perfetta.

Secondo le esperienze di Swedenborg quasi tutte le persone del mondo occidentale, soprattutto i religiosi, quando muoiono si stupiscono di essere ancora in vita, in un corpo del tutto simile a quello avuto in questo mondo. I religiosi della chiesa in realtà hanno la tendenza a non credere realmente alla vita dopo la morte, anche se ne predicano l'attualità.

## Relazioni con la scienza moderna

### Psicologia
Le visioni di Swedenborg furono in qualche modo rivalutate nella psicologia del Novecento. In particolare nell'ambito della psicologia del profondo, Carl Gustav Jung notò le profonde intuizioni che Swedenborg diede nella descrizione dei simboli dell'inconscio; inoltre la teoria delle corrispondenze tra mondo spirituale e mondo materiale divenne per Jung una via maestra nella comprensione profonda del dualismo tra interiorità ed esteriorità, quindi tra conscio e inconscio.
Jung riprese l'idea di Swedenborg del "Grande Uomo": ogni persona sarebbe un tassello chiamato da Dio a comporre un Uomo immenso nel Mondo Spirituale. La relazione implicita con l'idea di "inconscio collettivo" è alquanto appropriata, per quanto assurda possa risultare questa teoria. Jung infatti nel volume "Il problema psichico dell'uomo moderno", del 1931 afferma: "In un certo modo noi siamo parte di una grande anima unitaria, o, per esprimerci con Swedenborg, di un unico, immenso essere umano".

### Invenzioni
Swedenborg nelle sue doti di scienziato produsse disegni e progetti per invenzioni meccaniche, realizzate per il bene della sua nazione. I progetti che realizzò sono invenzioni tecniche e meccaniche adatte alla situazione svedese dell'epoca. Pompe, chiuse, forni, gru, strumenti per le miniere, la navigazione interna, la guerra e la difesa delle coste.
Una delle sue più interessanti invenzioni fu il prototipo dell'attuale Hovercraft.

## Influenze

### Influenze nella filosofia precedente
Le visioni e le comunicazioni "spirituali" di Swedenborg avevano comunque dei precedenti nell'ambito della filosofia ermetica, tra questi è doveroso citare Jakob Böhme (Altseidenberg, Slesia 1575 - Görlitz 1624), con il quale Swedenborg condivise idee e visioni; Jakob Böhme ipotizzò che il nostro cervello forgiasse le nozioni di tempo e di spazio: secondo lui infatti è il cervello che costruisce matematicamente una realtà "oggettiva", mediante le frequenze di un ordine di esistenza più profondo, situato al di là dello spazio e del tempo.

### Influenze filosofiche e religiose

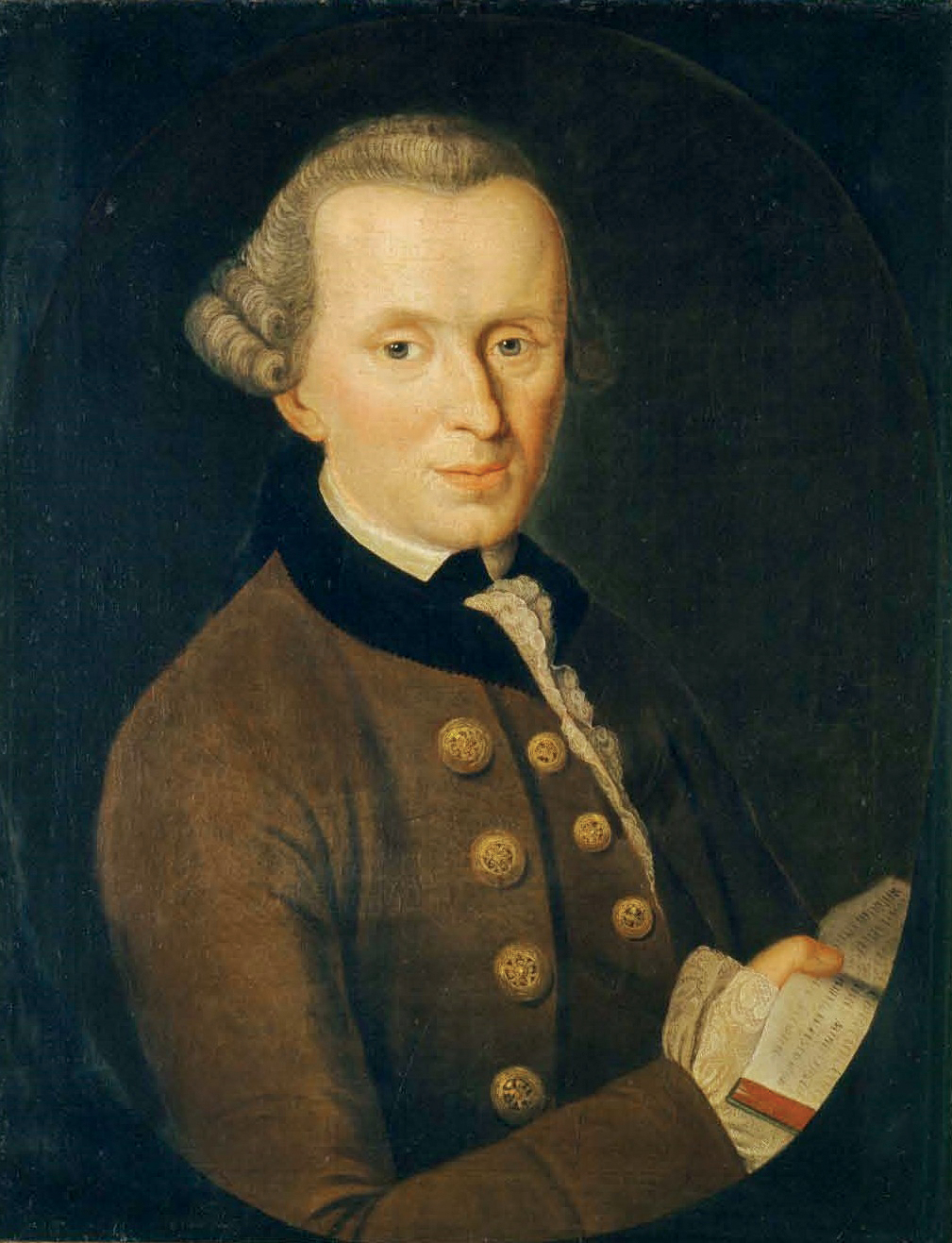
Immanuel Kant fu l'autore de I sogni di un visionario, una disamina metodica delle tesi di Swedenborg

Illustri personaggi furono influenzati da Swedenborg, alcuni nomi sono: Johnny Appleseed, Honoré de Balzac, August Strindberg, Charles Baudelaire (attraverso Balzac), Henry Ward Beecher, William Blake, Elizabeth e Robert Browning, Thomas Carlyle, S. T. Coleridge, Ralph Waldo Emerson, George Inness, Henry James Sr., C.G. Jung, Helen Keller, Fitz Hugh Ludlow, Coventry Patmore, Goethe, J.L. Borges, James Tyler Kent (1849-1916), autore del"Repertorio", e delle "Lezioni di Filosofia Omeopatica", considerato come uno dei principali esponenti della scuola omeopatica in America e infine Immanuel Kant che lo criticò ma allo stesso tempo ne fu fortemente affascinato.
Kant scrisse criticamente di Swedenborg nell'opera I sogni di un visionario spiegati con i sogni della metafisica (1766), dove sottopone a una disamina razionale il pensiero di Swedenborg. Kant dice: "Abbandonarsi a qualsiasi curiosità e non porre altro limite alla passione del conoscere che l'impossibile è un velo che non disdice all'erudizione", cioè il limite è comunque l'impossibile.
Kant in seguito si convinse che le prove sull'Aldilà fornite da Swedenborg fossero, nel loro complesso, schiaccianti. Infatti scrisse: "… mentre dubito di ciascuna di esse, tuttavia ho assoluta fiducia in esse se complessivamente considerate."

### Sviluppi contemporanei del suo pensiero
Altri sviluppi dell'esperienza e della teoria di Swedenborg si ebbero nella teosofia, nello spiritismo e nelle chiese esplicitamente ispirate alle idee di Swedenborg (tra queste la più importante oggi è la "General Church of the New Jerusalem" negli Stati Uniti); è però importante sapere che non ebbero origine direttamente da un suo personale progetto.
Si può anche citare come influenza letteraria Il Circolo Swedenborg (2010) dello scrittore Carlo Sgorlon, romanzo esoterico-iniziatico, e ultima sua opera postuma.

## Opere
- Pentateuco (1 - 187)
- Amore Coniugiale (1 - 535)
- Arcana Coelestia (1 - 10837)
- Apocalisse Rivelata (1 - 1232)
- Breve Esposizione (1 - 120)
- Credo Atanasiano (1 - 220)
- Canoni (0 - 47)
- Carità (0 - 215)
- Consumazione dei tempi (0 - 1)
- Conversazione con Calvino (0 - 7)
- Conversazione con gli Angeli (1 - 17)
- Coronis (0 - 60)
- De Conjugio (1 - 126)
- De Domino (1 - 72)
- De Verbo (1 - 26)
- Decalogo (1 - 1)
- Divino Amore (1 - 21)
- Divina Sapienza (1 - 12)
- Divino Amore e Divina Sapienza (1 - 432)
- Doc. del Signore (0 - 65)
- Doc. delle Sacre Scritture (1 - 118)
- Doc. della Vita (1 - 114)
- Doc. della Fede (1 - 72)
- La Terra nell'Universo (1 - 178)
- Storia della Chiesa (1 - 1)

- Cinque Mem. Relazioni (1 - 24)
- Formula Concordia Indice (1 - 1)
- Gad e Asher (1 - 1)
- Dio il Salvatore (0 - 48)
- Cielo e inferno (1 - 603)  (1758)
- Dottrina Celeste (0 - 325)
- Flusso (1 - 1)
- Interazione Corpo e Anima (1 - 20)
- Invito alla Nuova Chiesa (0 - 59)
- Giustificazione (0 - 9)
- Giudizio Finale (1 - 372)
- Lettere (1 - 34)
- Matrimonio Indice 1 (1 - 119)
- Matrimonio Indice 2 (1 - 40)
- Miracoli e Segni (1 - 18)
- Nove Domande (1 - 9)
- Profeti e Salmi (0 - 417)
- Confirma delle Scritture (1 - 101)
- Schemi ed Esempi (1 - 33)
- Esperienze Spirituali - Spiegazione Parola (0 - 3427)
- Apocalisse Rivelata (0 - 20)
- La Vera Religione Cristiana (0 - 851)
- Cavallo Bianco (1 - 17)
- Cavallo Bianco (Appendice) (1 - 1)

## Bibliografia

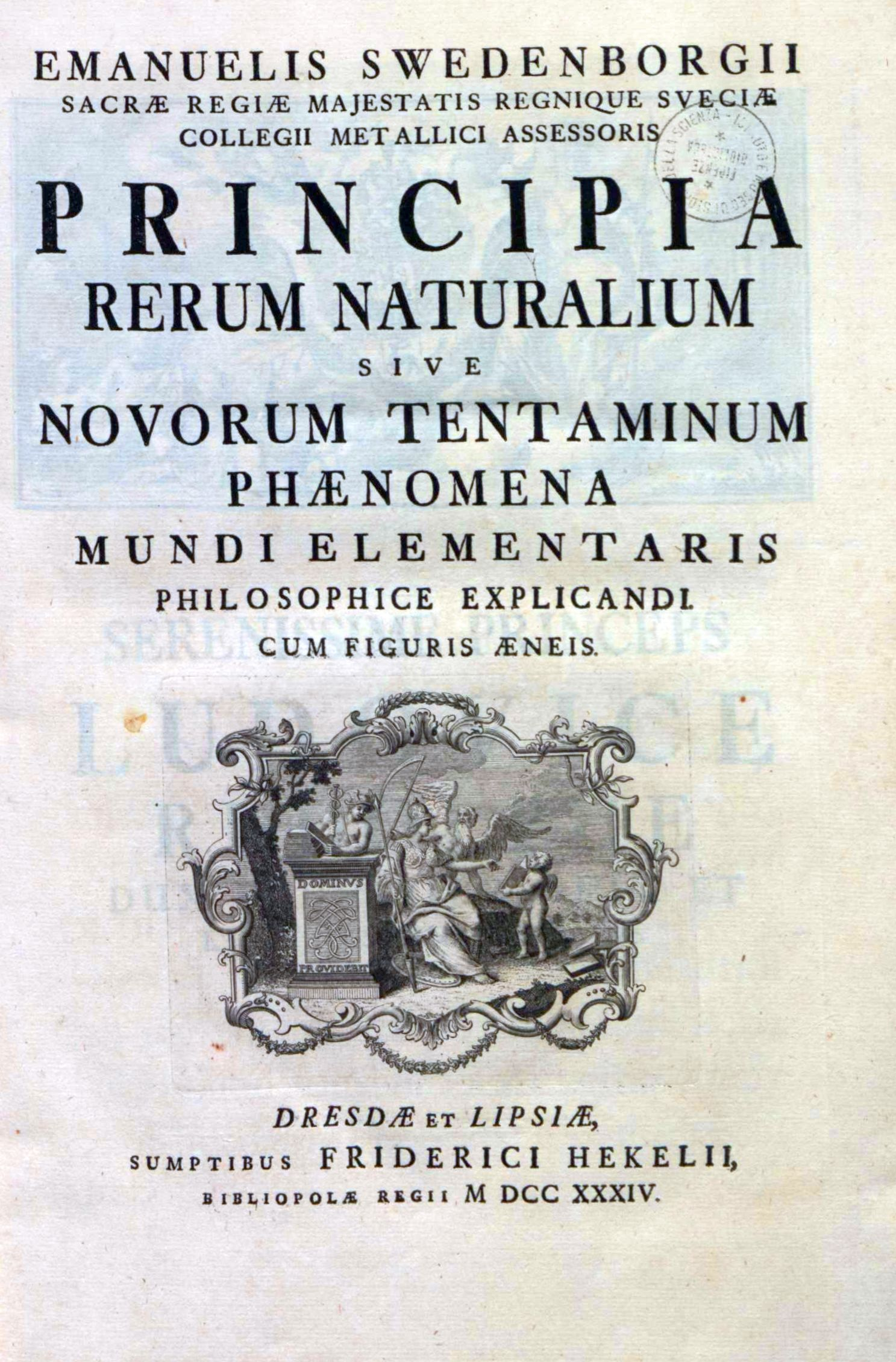
Principia rerum naturalium, 1734